# پر-ماتیاس هوگمو
پر-ماتیاس هوگمو (نروژی: Per-Mathias Høgmo؛ زادهٔ ۱ دسامبر ۱۹۵۹) بازیکن سابق اهل نروژ است.
از باشگاه‌هایی که در آن بازی کرده‌است می‌توان به باشگاه فوتبال ترومسو و باشگاه فوتبال نورشوپینگ اشاره کرد.
وی همچنین در تیم ملی فوتبال نروژ بازی کرده‌است.